# Stefan Schöning
Stefan Schöning (Antwerpen, 1968) is een Belgische designer en werd bekend met zijn stoel "Folder" in 2001. In 2008 werd hij Belgisch Designer van het Jaar.

## Biografie[1]
Schöning studeerde graduaat Productontwikkeling aan het Henri Vandeveldeinstituut te Antwerpen.
Zijn stoel "folder" werd bij zijn eigen label Polyline uitgebracht had succes in België en ook in Italië door merken zoals Liv'it, Dark, Desalto, Delvaux, Demeyere, IntensiaIren en Jongform. Deze is tevens te zien in  het national design museum van New York, de Nike Design Library te Oregon, op 100% design in Londen en op de Salone Satellite in Milaan.
In 2004 dong hij mee tijdens een openbare aanbestedingen om de identiteit van de NMBS te vernieuwen. Hij kreeg de opdracht en wijzigde de elementen in de stationsgebouwen door ze in een nieuw kleed te steken. In 2005 mocht hij het huisstijl project van Gent Sint-Pieters uitwerken.  Eveneens in 2005 mocht hij de verkeerslichten herontwerpen voor het Vlaams Gewest te zijn verkozen door een jury die zich boog over de aanbesteding.

## Erkentelijkheden
- 1990 - Eerste prijs lego-competition 'automobile for the future', München
- 1994 - nominatie 'international luggage design competition', Toyooka, Japan
- 2004 - Opgenomen in het 'international design yearbook' van Tom Dixon
- 2007 - laureaat 'provinciale prijs voor design' & exhibition, Provincie Antwerpen
- 2007 - Red Dot award product design 2007, tentoongesteld in het Red Dot museum te Essen, en opgenomen in het red dot design jaarboek
- 2008 - Belgisch Designer van het Jaar
- 2008 - Gunnen opdracht 'herinrichten loketten Vlaams Parlement' in samenwerking met Giuseppe Farris.[2]